# Donald Peterson
Donald Herod Peterson (22. října 1933, Winona, Mississippi, Spojené státy americké – 27. května 2018) byl americký důstojník a kosmonaut z programu MOL a letu s raketoplánem.

## Život

### Mládí a výcvik
Po základní a střední škole se rozhodl pro povolání v armádě. Vystudoval vojenskou akademii (United States Military Academy) a poté technologický institut vojenského letectva (Air Force Institute of Technology), obor nukleární fyziku. Zde získal titul inženýra. Později si vzdělání doplnil na USAF Test Pilot School. Byl vybrán pro vojenský program MOL a později (1969) již v hodnosti plukovníka amerického vojenského letectva přeřazen do týmu kosmonautů s cílem letů na raketoplánech. Používal přezdívku Don. Je ženatý a má tři děti.

### Let do vesmíru
Stal se 117. člověkem ve vesmíru v dubnu 1983, když raketoplán Challenger s Donem na palubě odstartoval z Kennedyho kosmického střediska na mysu Canaveral k pětidenní misi STS-6. Ve čtyřčlenné posádce s ním byli: Paul Weitz, Karol Bobko a Story Musgrave. Během letu vypustili družici TDRS A. Přistáli na základně Edwards v Kalifornii.
- STS-6, Challenger (4. dubna 1983 – 9. dubna 1983)

### Po ukončení letů
Ve svých šedesáti letech se stal prezidentem společnosti Aerospace Operations Consultants, Inc., Seabrook, v Texasu a byl jím do roku 1999.
V roce 2001 se zapojil do společenského programu Kennedyho kosmického střediska na Floridě nazvaného „Dine with an Astronaut“ (Povečeřte s astronautem).